# Bon Jovi (album)
Bon Jovi – pierwszy album studyjny grupy Bon Jovi. Początkowo album miał się nazywać Tough Talk. Album był niejednolity muzycznie, gdyż słychać było na nim ballady („Love Lies”), ale i utwory zahaczające o metal („Roulette”). Na tej płycie umieszczono również utwór, który jako jedyny nie był autorstwa zespołu („She don't know me”).

## Lista utworów
| Bon Jovi | Bon Jovi                                        | Bon Jovi |
| Nr       | Tytuł utworu                                    | Długość  |
| -------- | ----------------------------------------------- | -------- |
| 1.       | „Runaway” (Jon Bon Jovi, George Karak)          | 3:50     |
| 2.       | „Roulette” (Bon Jovi, Richie Sambora)           | 4:41     |
| 3.       | „She Don't Know Me” (Mark Avsec)                | 4:02     |
| 4.       | „Shot Through the Heart” (Bon Jovi, Jack Ponti) | 4:25     |
| 5.       | „Love Lies” (Bon Jovi, David Rashbaum)          | 4:09     |
| 6.       | „Breakout” (Bon Jovi, Rashbaum)                 | 5:23     |
| 7.       | „Burning for Love” (Bon Jovi, Sambora)          | 3:53     |
| 8.       | „Come Back” (Bon Jovi, Sambora)                 | 3:58     |
| 9.       | „Get Ready” (Bon Jovi, Sambora)                 | 4:08     |
|          |                                                 | 38:29    |

## Twórcy
- Jon Bon Jovi – wokal
- Richie Sambora – gitara prowadząca
- Alec John Such – gitara basowa
- David Bryan – instrumenty klawiszowe
- Tico Torres – perkusja